# Airgam
Airgam S.A. fou una empresa de joguines, propietat dels germans Josep i Jordi Magrià i Deulofeu (1925 - 18 de novembre del 2007). El nom de l'empresa és el seu primer cognom al revés. Entre d'altres es van fabricar, a partir de l'any 1976, uns ninos de plàstic, d'estètica infantil i simpàtics, anomenats Airgam Boys.